# Sant Mateu (la Vall d'en Bas)
Sant Mateu és una església de la Vall d'en Bas (Garrotxa) protegida com a Bé Cultural d'Interès Local.

## Descripció
Antiga capella a la cota 712 molt propera a la nova carretera de Bracons. Depèn de l'església de Sant Romà, fou bastida al segle xiv.